# Министерство общественных работ Бахрейна
Министерство общественных работ Бахрейна несет ответственность за все инфраструктурные услуги в Королевстве Бахрейн, в том числе сетей автомобильных дорог, дренажных систем и общественных зданий. Его работы, в которые входят стратегическое планирование, проектирование, разработка, строительство, управление проектами и техническое обслуживание, осуществляются в соответствии с Национальным Стратегическим генпланом Бахрейна в перспективе до 2030 года. Этот национальный план предусматривает создание правовой основы для структурного планирования, стратегического развития и инвестиций в Королевстве, а также прочной основой для развития управления.

## Видение министерства
Министерство должно быть ведущей профессиональной организацией, предоставляющей качественные услуги для народа Бахрейна. Это видение основано на достижении двух результатов: повышение качества жизни для всех, кто живёт в Бахрейне, и поддержка национальных целей в области развития с целью экономического прогресса. Обязательства министерства по развитию инфраструктуры Бахрейна нашло своё отражение в бюджетах,  увеличившихся за эти годы. Цель диверсификации экономики была поддержана с увеличением ресурсов для модернизации городов Бахрейна, деревень, городских районов и общин.

## История
Министерство было создано в 1975 году в соответствии с Амири Декретом № 18 как Министерство общественных работ, электричества и водных ресурсов. В то время он состоял из четырёх управлений: общественных работ, электричества, водных ресурсов, и научно-исследовательское управление и проектов.
В 1992 году министерство было реорганизовано на два сектора в соответствии с Декретом Амири № 3 от 1992 года: Общественные работы и электроэнергии и воды. В 1995 году новая структура возникла в соответствии с Декретом Амири № 12 от 1995 и название министерства стало Министерство общественных работ и сельского хозяйства. В апреле 2001 года оно стало Министерством общественных работ. Кабинет добавил функции жилищного сектора министерству после выборов парламента в ноябре 2002 года.
Жилищный сектор (ранее Министерство жилищного строительства, создано в 1975 г.) был ответственен за предоставление жилищно-коммунальных услуг гражданам Королевства с хорошо спланированной программой по обеспечению подходящего дома для бахрейнских семей неспособных строить собственные дома.
Министерство общественных работ и жилищного сектора претерпело некоторые изменения в его роли и функциях в рамках правительственной структуры. Оно работает в течение двух ограничений: рационализация государственных расходов и совершенствование управления выделенными ресурсами.
В декабре 2007 года в соответствии с недавно изданным Указом, Министерство общественных работ и жилищного строительства было вновь разделено на два отдельных министерства. В этом же указе, Министерство энергетики и водных ресурсов должно было стать органом, входящим в компетенцию министра общественных работ.

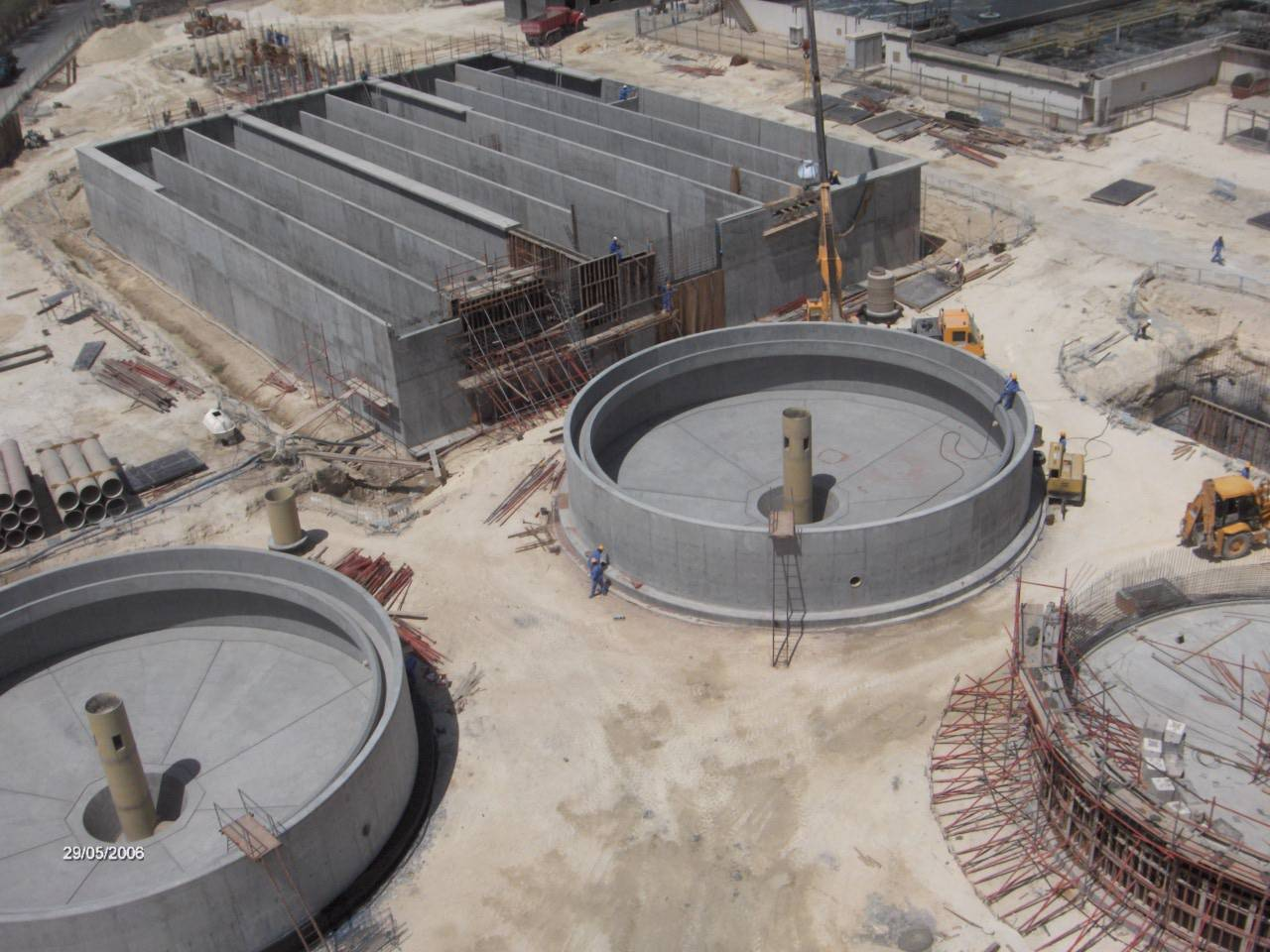
Завод санитарной обработки
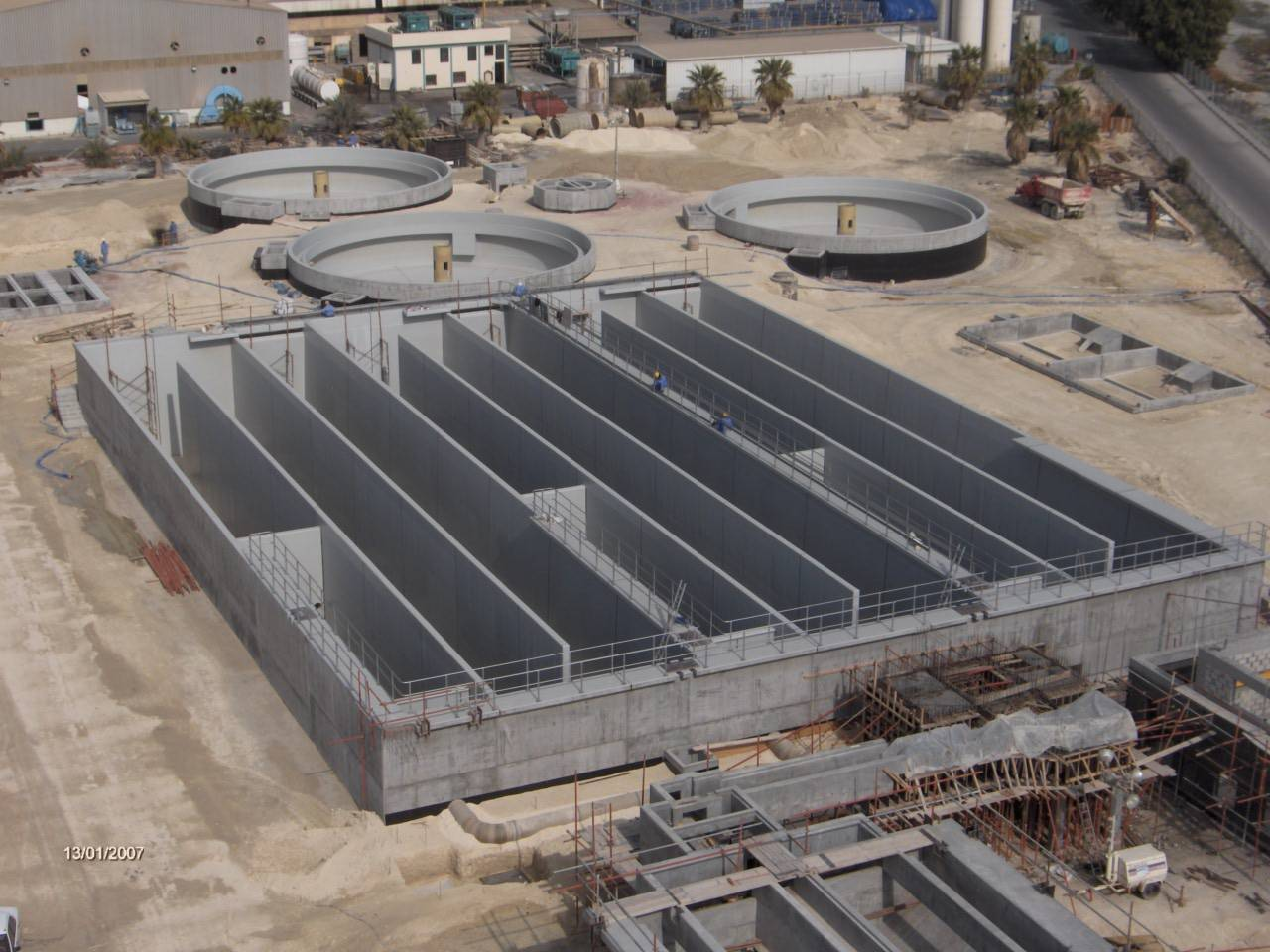
Завод санитарной обработки
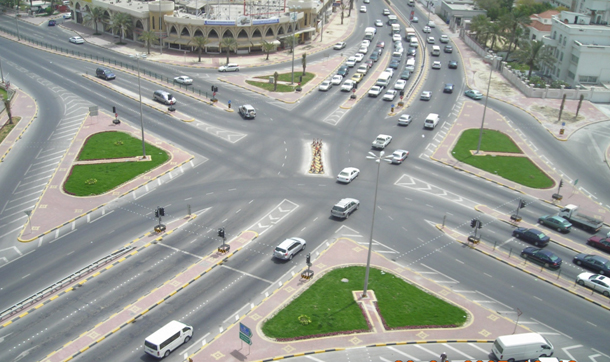
Строительство перекрестка
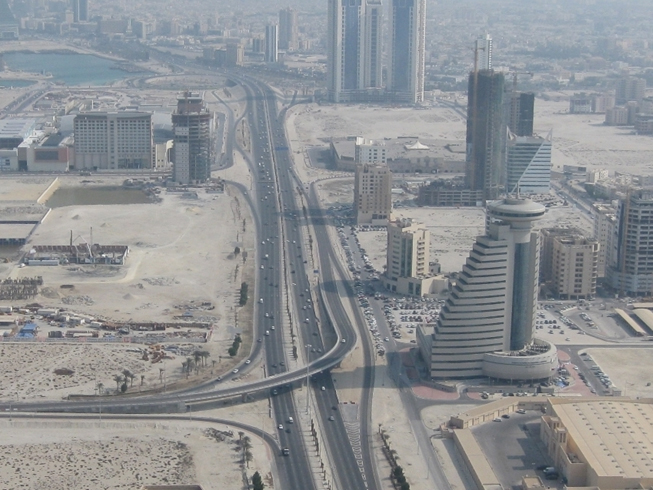
Новая эстакада
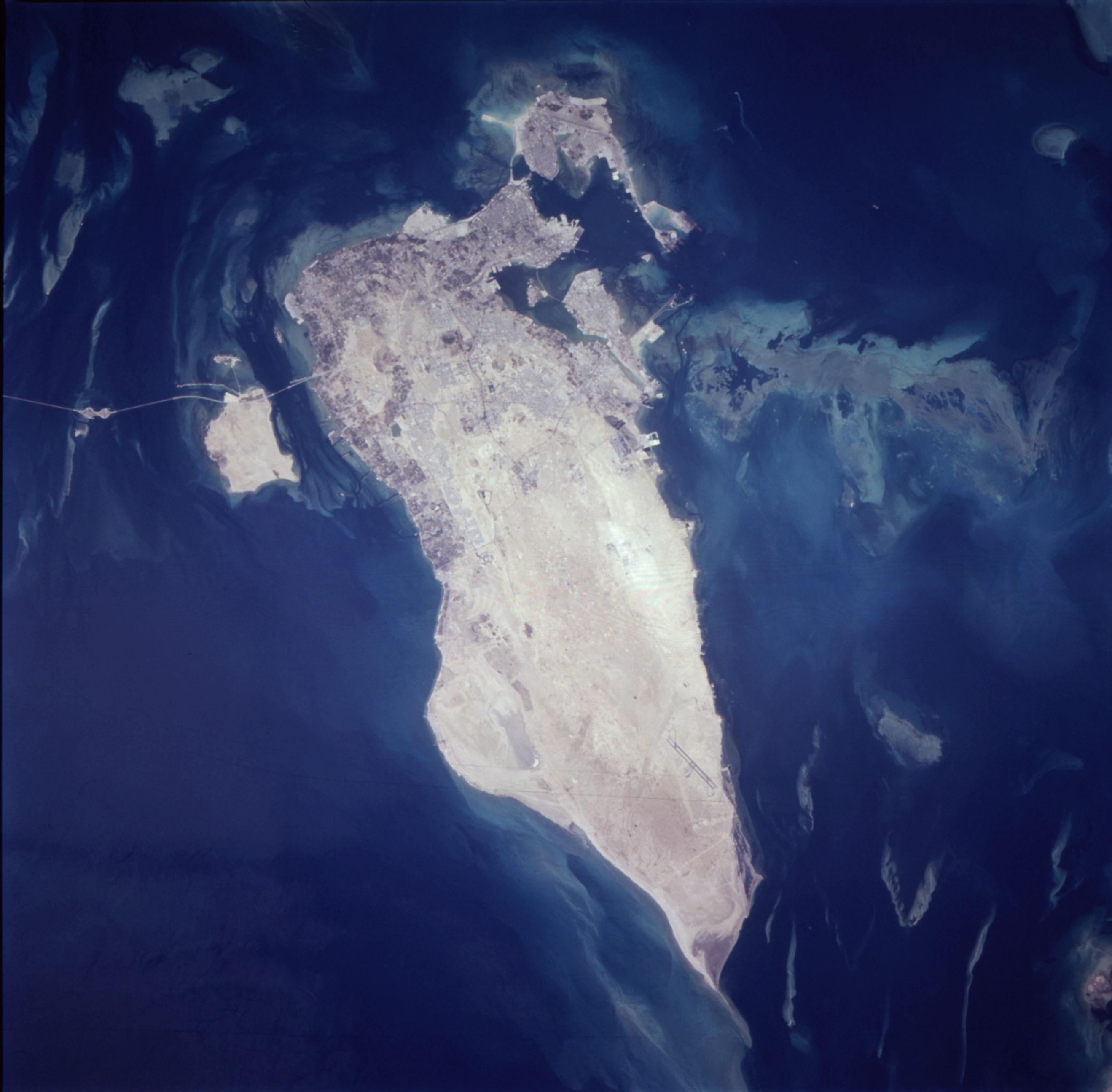
Бахрейн, вид из космоса
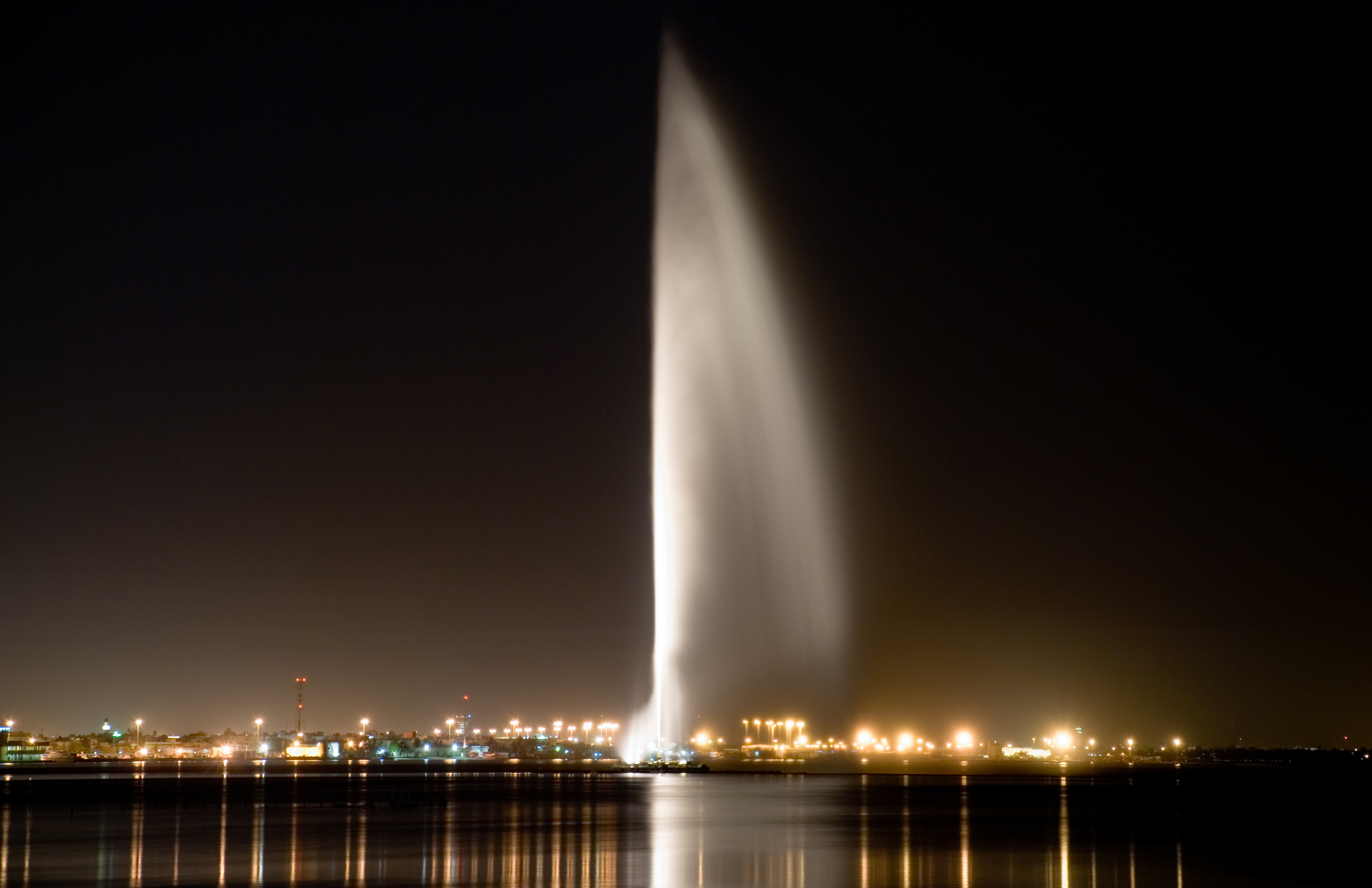
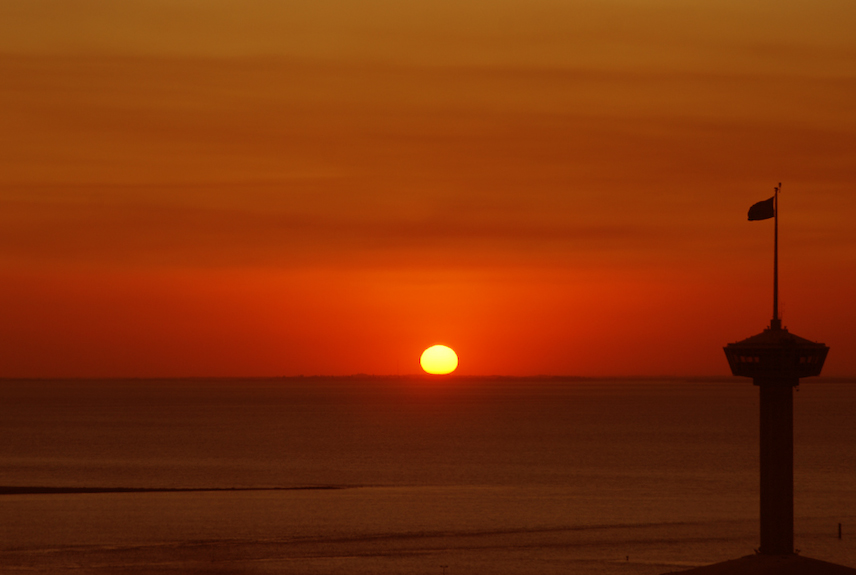
Закат.